# Warnstorfia tundrae
Warnstorfia tundrae là một loài Rêu trong họ Amblystegiaceae. Loài này được (Arnell) Loeske miêu tả khoa học đầu tiên năm 1907.